# Ed Limato
Edward Frank "Ed" Limato (Mount Vernon, 10 de julho de 1936 — Beverly Hills, 3 de julho de 2010) foi um agente de talentos e empresário norte-americano.